# Gnome et Rhône

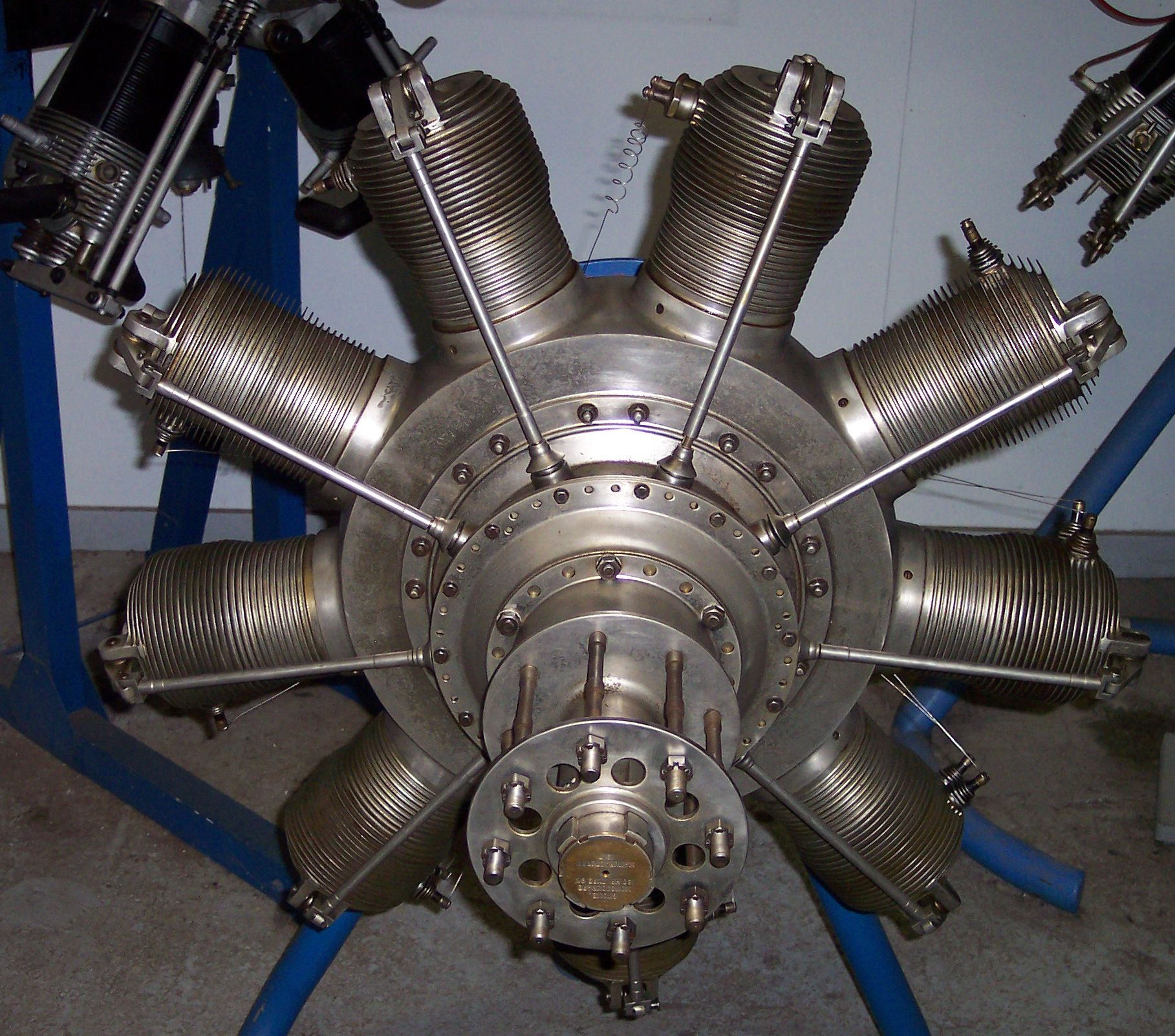
160 hk Gnome Monosoupape från 1917

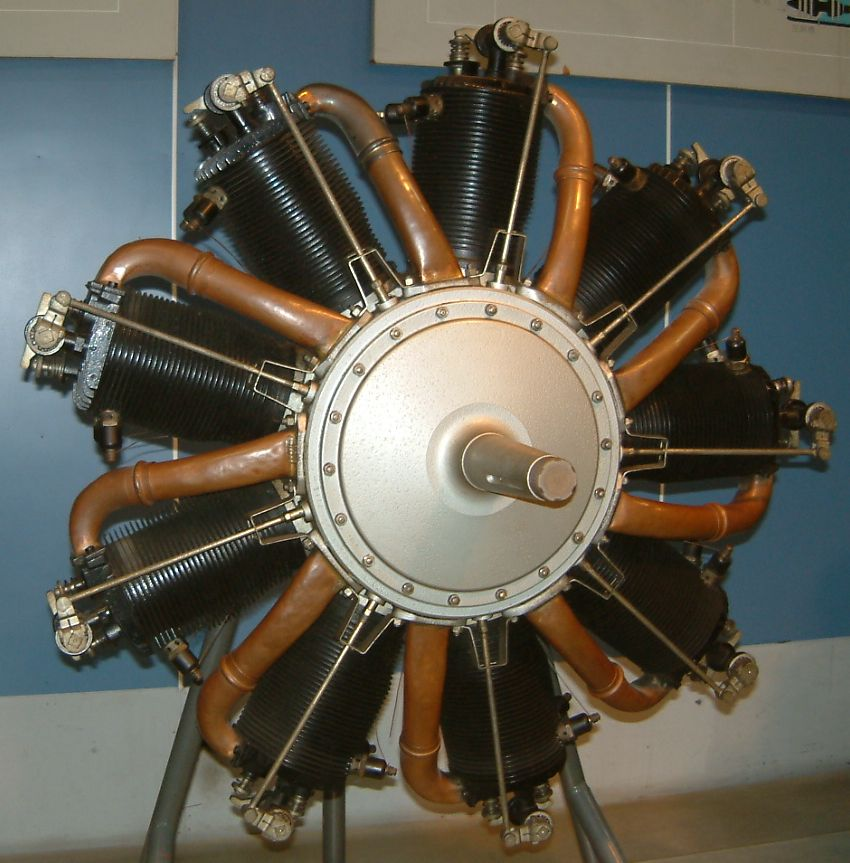
Le Rhône-motorn 9C på 80 hk

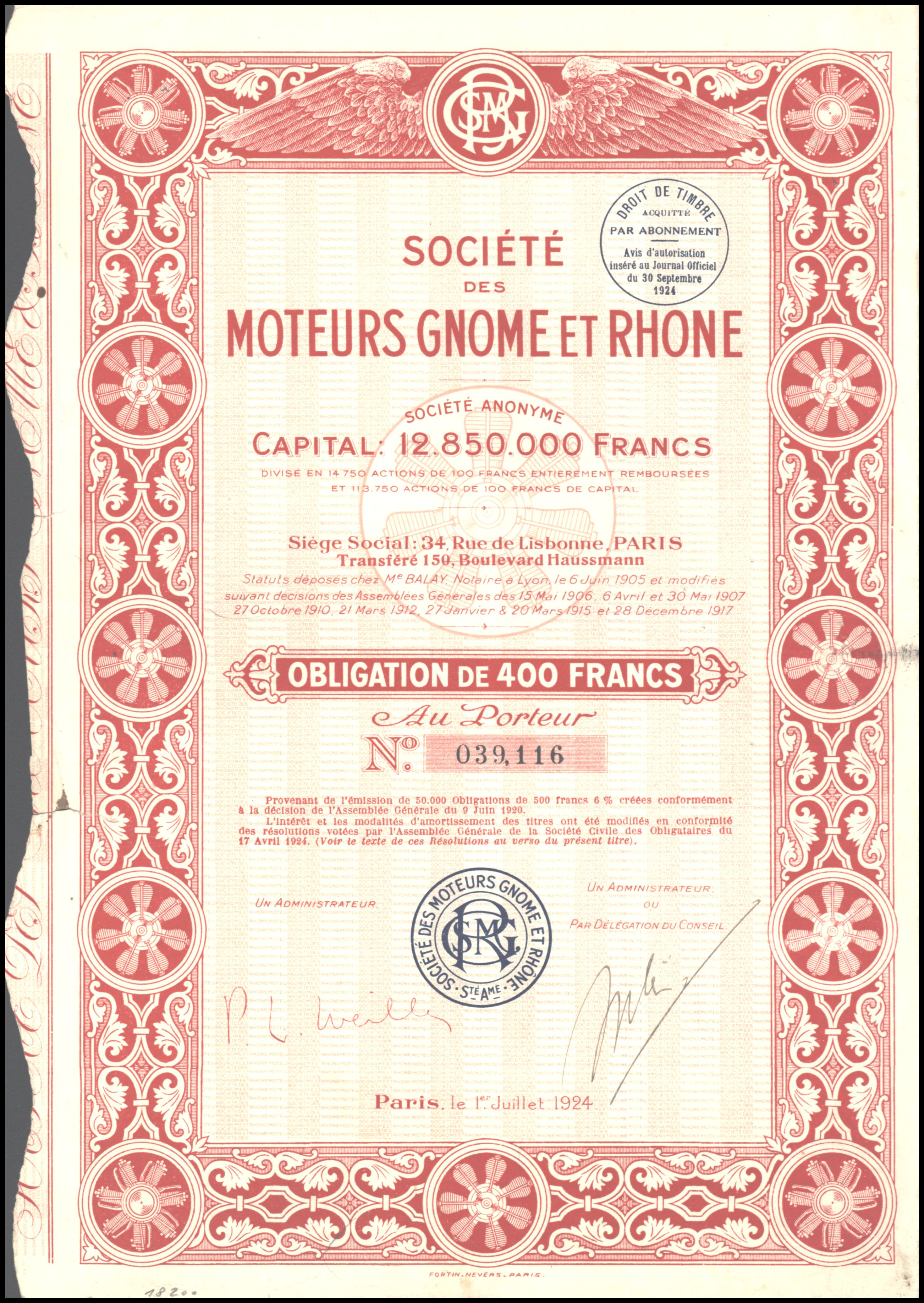
Obligation utgiven av Société des Moteurs Gnome et Rhône, 1924

Gnome et Rhône, Société Moteurs Gnome et Rhône, var en fransk flygmotor-, cykel- och motorcykeltillverkare. Företagets flygmotorer satt i flertalet av de flygplan som flögs under första hälften av första världskriget, både på ententesidans flygplan och på de tyska flygplan som flög med motorer tillverkade av Motorenfabrik Oberursel.
Efter första världskriget gjordes en ny huvudkonstruktion, vilken utvecklades ur Bristol Jupiter och blev den tvåradiga 1000-hästkrafters Gnome-Rhône 14K Mistral Major, vilken licensierades ut och användes runt om i världen under andra världskriget. 
Företaget nationaliserades 1945 och blev en del av Snecma, men varumärket fortsatte att användas en tid för motorcyklar och cyklar.

## Gnome
År 1895 köpte den då 26-årige franske ingenjören Louis Seguin en licens för Gnom-motorn från Motorenfabrik Oberursel. Motorn, som såldes under det franska namnet Gnome, var en encylindrig fyra hästkrafters stationär fotogenmotor. 
Louis Seguin och hans bror Laurent grundade 1905 Société Des Moteurs Gnome för att tillverka bilmotorer. De började snart att utveckla en av de första specialiserade flygmotorerna genom att kombinera ett antal Gnome-cylindrar till en roterande motor. Resultatet blev 1909 den sjucylindriga, 75 kg tunga Gnome Omegan på 50 hästkrafter. Gnome-motorn satt i Henri Farmans Farman III, som slog världsrekord för sträcka och uthållighet, liksom i andra framgångsrika franska flygplan, och medverkade till att göra Frankrike till ett ledande land inom flyg strax före första världskriget. 

### Le Rhône
Den franske ingenjören Louis Verdet konstruerade 1910 sin egen roterande motor, vilken inte slog igenom. År 1912 tog han fram en större motor, som togs emot mer positivt, och han grundade Société des Moteurs Le Rhône samma år. Liksom Gnome-motorerna licensierades Le Rhônes konstruktioner av många andra tillverkare.

### Gnome et Rhône
Efter flera års konkurrens köpte Gnome 1915 Le Rhône och slog samman företagen till Société des Moteurs Gnome et Rhône. Motorn 9C blev företagets huvudprodukt. Efter 1916 utvecklades dock Gnome et Rhônes motorer långsammare än konkurrenters vattenkylda V8-motorer och också andra roterande motorer.
Efter första världskriget diversifierade företaget sin produktion genom att tillverka chassier och motorer för bilar från Rolland-Pilain och Piccard-Pictet, liksom Ansaldo-dieselmotorer, kylskåp, symaskiner och tryckluftsborrar. År 1920 lanserades företagets första motorcykel, med en 500 cc motor. Motorcyklar och cyklar tillverkades sedan ända fram till 1950-talets början.
På 1920-talet var företagets roterande motorer inte längre konkurrenskraftiga. Företaget började i stället från 1923 tillverka Bristol Jupiter-motorn på licens. Företaget togs 1922 över av flygaresset från första världskriget Paul-Louis Weiller, som beslöt att åter fokusera företaget på flygmotorer. 
Efter Tysklands invasion av Frankrike 1940 beordrades Gnome et Rhône att licenstillverka BMW 801. En flygraid av brittiska Royal Air Force skadade fabriken i Limoges i februari 1944 och en annan i maj 1944 totalförstörde fabrikerna i Gennevilliers. 
Företaget nationaliserades i maj 1945 för att bli Société Nationale d'Etude et de Construction de Moteurs d'Aviation (Snecma).